# Arnauld Champremier-Trigano
Pour les articles homonymes, voir Trigano.
Arnauld Champremier ou Arnauld Champremier-Trigano, né le 22 avril 1971 dans le 12e arrondissement de Paris, est un chroniqueur télé et conseiller en communication.

## Biographie
Arnauld Champremier-Trigano est le fils d'André Trigano et le neveu de Gilbert Trigano, cofondateur du Club Méditerranée et ajouta son nom à celui de sa mère en 1992. Après avoir fait son lycée à l'Institut Sainte-Geneviève où il obtient un baccalauréat littéraire option dessin et histoire de l'art. Diplômé de Sciences Po Toulouse promotion jeune génie (promotion 1997), il devient ensuite vice-président de l’Union nationale des étudiants de France – Indépendante et démocratique (UNEF-ID) de 1997 à 2001 pour la sensibilité DEMOS et président des clubs Res Publica qu'il a fondé à Science-Po Toulouse. Il a été collaborateur parlementaire auprès de sénateurs et de députés, dont Henri Weber et Serge Blisko, mais quitte le Parti socialiste en 2002.
En 2003, il fonde avec Pierre Cattan le magazine TOC. Chroniqueur sur Paris Première dans les émissions de Michel Field, Field dans ta chambre puis Ça balance à Paris, il est en 2006 chroniqueur de l’émission Culture Club sur France 4 et dans l’émission de Nicolas Poincaré sur RTL, On refait le monde. Il dirige l'agence de communication TOC MEDIAS de 2004 à 2011, anime des émissions sur le web.
Après un an dans En aparté sur Canal+, il intervient régulièrement dans l'émission L'info dans tous ses états sur Beur FM de 18 h 30 à 20 h présenté par Guillaume Tatu, sur Europe 1 chaque semaine dans Mediapolis, et sur i>Télé et LCI comme éditorialiste. Il est particulièrement remarqué par le milieu de la mode parisienne pour ses costumes trois pièces et son style dandy-bohème.
En 2008, il rencontre Jean-Luc Mélenchon qu'il met en scène pour la Web-série Monsieur Mélenchon sur la démission de ce dernier du Parti socialiste. En septembre 2011, il crée la coopérative Médiascop, avec Sophia Chikirou et Alban Fischer, et devient directeur de la communication de la campagne de Jean-Luc Mélenchon pour l'élection présidentielle de 2012. Quelques années après, il conseille Emmanuelle Cosse pour sa campagne des élections régionales de 2015 en Île-de-France . Lors de la campagne pour l'Élection présidentielle française de 2017, il conseille à plusieurs reprises Benoît Hamon. Il participe aussi à la campagne de Yannick Jadot lors des élections européennes de 2019 en France. En 2021 il conseille comme directeur de l'agence Faubourg la communication de la campagne régionale des écologistes en Ile-de-France. A l'issue du premier tour, les écologistes arrivent premiers à gauche puis rassemblent socialiste et insoumis mais s'inclinent face à la liste de droite de Valérie Pécresse qui conserve la région.
Il intervient régulièrement dans les medias, sollicité pour commenter l'actualité,,.
Son ex-compagne est Elsa Wolinski, fille du dessinateur Georges Wolinski, il a été président de l'association des familles de victimes des attentats contre Charlie Hebdo.